# Rainer Blechschmidt
Rainer Blechschmidt (* 20. Dezember 1953) ist ein ehemaliger deutscher Fußballspieler.

## Karriere
Rainer Blechschmidt spielte während seiner Profikarriere für Kickers Offenbach und Hertha BSC. Bei den Kickers erhielt er in der Saison 1972/73 in der Bundesliga bereits 18 Einsätze und schoss dabei ein Tor. Auch in den fünf späteren Jahren zählte er zum Stammkader der Offenbacher und erhielt auch in der 2. Bundesliga Süd regelmäßige Einsätze. Seine beste Platzierung mit den Kickers war in der Saison 1972/73 als Tabellensiebter der sichere Klassenerhalt. Im Jahr 1979 stand er mit Berlin im Finale des DFB-Pokals und verlor das Spiel gegen Fortuna Düsseldorf. Das einzige Tor schoss Wolfgang Seel in der 116. Minute und brachte den Düsseldorfern den Titelgewinn.